# 4150-es busz
A 4150-es jelzésű autóbuszvonal Ózd és Uppony (Ózd – Királd – Uppony) között húzódó helyközi vonal, amelyet a Volánbusz Zrt. üzemeltet.

## Útvonala
Az ózdi autóbusz-állomásról indul. A Nemzeti FIlmtörténeti Élményparkot körbeöleli, Sajóvárkony városrészébe indul el. Dózsa György útján jobbra kanyarodik és Borsodbóta felé veszi irányát. Keresztezi az egykori Eger–Putnok-vasútvonal Kiskapud állomását, és a Királd-patak határában a falu felé hajt tovább. Járatainak egy része, a mintegy 4 kilométer hosszát kiszolgálva visszafordul, majd Borsodbótát keresi fel következőnek. A településében belül az upponyi 2524-es mellékúton halad tovább, az Upponyi-hegység szívében fekvő község Szabadságtelep megállójában végállomásozik.
Ellentétes irányban útvonala változatlan.

## Közlekedése
Indításszáma átlagos, a zsákfalu a 4148-as és 4151-es buszokkal közelíthető meg ezen vonalon kívül.
Csatlakozást biztosít:
- Ózd, autóbusz-állomás – autóbuszos Miskolc felé/felől (3770-es busz).

| Viszonylat                            | Indításszám     | Közlekedési rend     |
| ------------------------------------- | --------------- | -------------------- |
| Ózd, aut. áll. – Uppony, Szabadságtp. | 4 oda, 6 vissza | munkanapokon         |
| Ózd, aut. áll. – Uppony, Szabadságtp. | 4 oda, 5 vissza | szabadnapokon        |
| Ózd, aut. áll. – Uppony, Szabadságtp. | 3 oda, 4 vissza | munkaszüneti napokon |

## Megállóhelyei
| 0                                                                            | Ózd, autóbusz-állomás végállomás  | 0.0 km  | 1, 2, 2A, 3, 4, 6, 7, 8, 12, 20A, 23, 26, 46, 47, 68, 74, 76, 78 1031, 1034, 1051, 1369, 1384, 1411 3410, 3770, 3773, 4101, 4102, 4104, 4140, 4145, 4147, 4148, 4151, 4153, 4155, 4157, 4158, 4160, 4161, 4180, 4185, 4186 |
| 1                                                                            | Ózd, Olvasó Egyesület             | 0.6 km  | 3, 63 4147, 4148, 4151, 4155 |
| 2                                                                            | Ózd, sajóvárkonyi elágazás        | 1.7 km  | 3, 23, 63 4147, 4148, 4151, 4155 |
| 3                                                                            | Ózd (Sajóvárkony), posta          | 2.8 km  | 3, 23, 63 4147, 4148, 4151, 4155 |
| 4                                                                            | Ózd (Sajóvárkony), AMK            | 3.3 km  | 3, 23, 63 4147, 4148, 4151, 4155 |
| 5                                                                            | Ózd, bánszállási elágazás         | 3.8 km  | 3, 23, 63 4147, 4148, 4151, 4155 |
| 6                                                                            | Ózd, királdi elágazás             | 4.3 km  | 4147, 4148, 4151, 4155 |
| 7                                                                            | Ózd, Jánosszai erdészház          | 5.0 km  | 4147, 4148 |
| 8                                                                            | Kiskapud vasúti megállóhely       | 6.6 km  | 4147, 4148 |
| 9                                                                            | Királd, Péch Antal táró           | 8.3 km  | 4147, 4148 |
| 10                                                                           | Királd, Petőfitelep               | 8.9 km  | 4147, 4148 |
| 11                                                                           | Királd, ABC                       | 9.3 km  | 4147, 4148 |
| Munkanapokon 3; szabadnapokon 2; munkaszüneti napokon 3 alkalommal érintett. |                                   |         | |
| ∫                                                                            | Királd, községháza                | ∫       | 4147, 4148, 4194, 4195 |
| ∫                                                                            | Királd, Béketelep                 | ∫       | 4147, 4148, 4194, 4195 |
| ∫                                                                            | Királd, vasútállomás              | ∫       | 4147, 4148, 4194, 4195 |
| ∫                                                                            | Királd, Mocsolyás akna            | ∫       | 4147, 4148, 4194, 4195 |
| ∫                                                                            | Királd, autóbusz-forduló          | ∫       | 4147, 4148, 4194, 4195 |
| ∫                                                                            | Királd, Mocsolyás akna            | ∫       | 4147, 4148, 4194, 4195 |
| ∫                                                                            | Királd, vasútállomás              | ∫       | 4147, 4148, 4194, 4195 |
| ∫                                                                            | Királd, Béketelep                 | ∫       | 4147, 4148, 4194, 4195 |
| ∫                                                                            | Királd, községháza                | ∫       | 4147, 4148, 4194, 4195 |
| 11                                                                           | Királd, ABC                       | 9.3 km  | 4147, 4148 |
| 12                                                                           | Királd, Szabadságakna             | 10.6 km | 4148, 4194, 4195 |
| 13                                                                           | Borsodbóta, tető                  | 12.4 km | 4148, 4194, 4195 |
| 14                                                                           | Borsodbóta, felső                 | 12.9 km | 4148, 4194, 4195 |
| 15                                                                           | Borsodbóta, iskola                | 13.7 km | 4148, 4151, 4193, 4194, 4195 |
| 16                                                                           | Borsodbóta, sajómercsei elágazás  | 14.2 km | 4148, 4151, 4193 |
| 17                                                                           | Uppony, vendégház                 | 16.3 km | 4148, 4151 |
| 18                                                                           | Uppony, községháza                | 16.8 km | 4148, 4151 |
| 19                                                                           | Uppony, Szabadságtelep végállomás | 17.5 km | 4148, 4151 |